# Gestreepte greppelrus
De gestreepte greppelrus (Juncus foliosus, synoniem: Juncus bufonius subsp. foliosus) is een eenjarige plant uit de russenfamilie (Juncaceae). De gestreepte greppelrus komt voor in de zuidelijke helft van Europa en in Noord-Afrika. De soort staat op de Nederlandse Rode lijst van planten als zeer zeldzaam en stabiel of toegenomen. Het aantal chromosomen is 2n = 26.
De gestreepte greppelrus onderscheidt zich van de zilte greppelrus en de greppelrus door de langere helmknoppen, de zwarte strook op de bloemdekbladen en de overlangs gestreepte zaden. Het fijn wrijven van de bladeren van de gestreepte greppelrus maakt een knisperend geluid en ze geven dan een komkommergeur af.
De plant wordt 5 - 30 cm hoog en heeft rechtopgaande tot opstijgende stengels. De gootvormige, vlezige bladeren zijn 1,5 - 4 mm breed. De bladschede van de onderste bladeren hebben geen afgeronde oortjes.
De gestreepte greppelrus bloeit van juni tot in oktober met groene of bruine bloemdekbladen, waarvan het groene en het vliezige deel gescheiden is door een zwarte strook. Elke bloem heeft aan de voet twee vliezige steelblaadjes. De buitenste bloemdekbladen zijn lang toegespitst en de binnenste zijn stomp of langwerpig toegespitst. De helmknop is 1,2 - 2 mm lang en 1,2 - 5 maal zo lang als de helmdraad.
De langwerpige vrucht is een doosvrucht en is korter dan de buitenste bloemdekbladen. Het overlangs gestreepte zaad is 0,5 mm groot.

## Ecologie en verspreiding
De gestreepte greppelrus staat op open, voedselrijk, slibrijk zand, dat van tijd tot overstroomd wordt en weer droogvalt. Ze staat in moerassen, in en aan randen van droogvallende poelen, (vis)vijvers en andere waterpartijen. Deze pionier heeft een Zuid-Atlantisch areaal, waarvan de grenzen nog niet precies bekend zijn aangezien de soort pas vrij recent voor Noordwest-Europa is opgegeven. Haar huidige noordgrens bereikt ze in Ierland, Engeland, België en Nederland. Aangezien de soort nu in de Heukels' Flora van Nederland is opgenomen wordt er aandacht aan besteed en ze zal dan ook in het verleden vaak over het hoofd zijn gezien. Ook wanneer men met de soort vertrouwd is is herkenning niet altijd makkelijk aangezien ze vaak tussen grote velden greppelrus verscholen staat, een soort waarmee ze uiterlijk veel overeenkomst vertoont. De verspreiding zou door vogels geschieden, hetgeen gezien de verspreiding die het kaartje van de verspreidingsatlas laat zien en de aard van de vindplaatsen meer dan waarschijnlijk is.

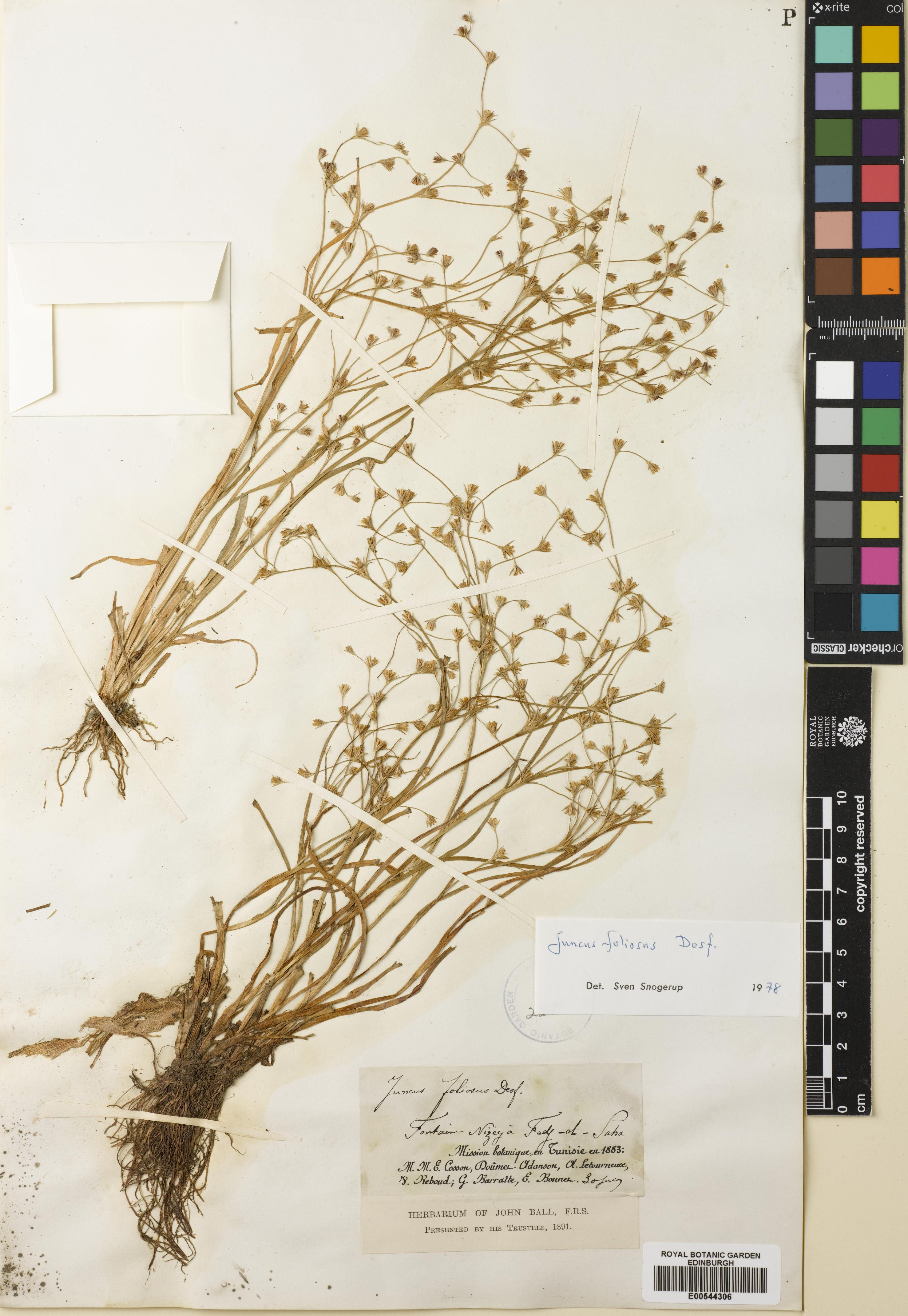
Herbarium exemplaar
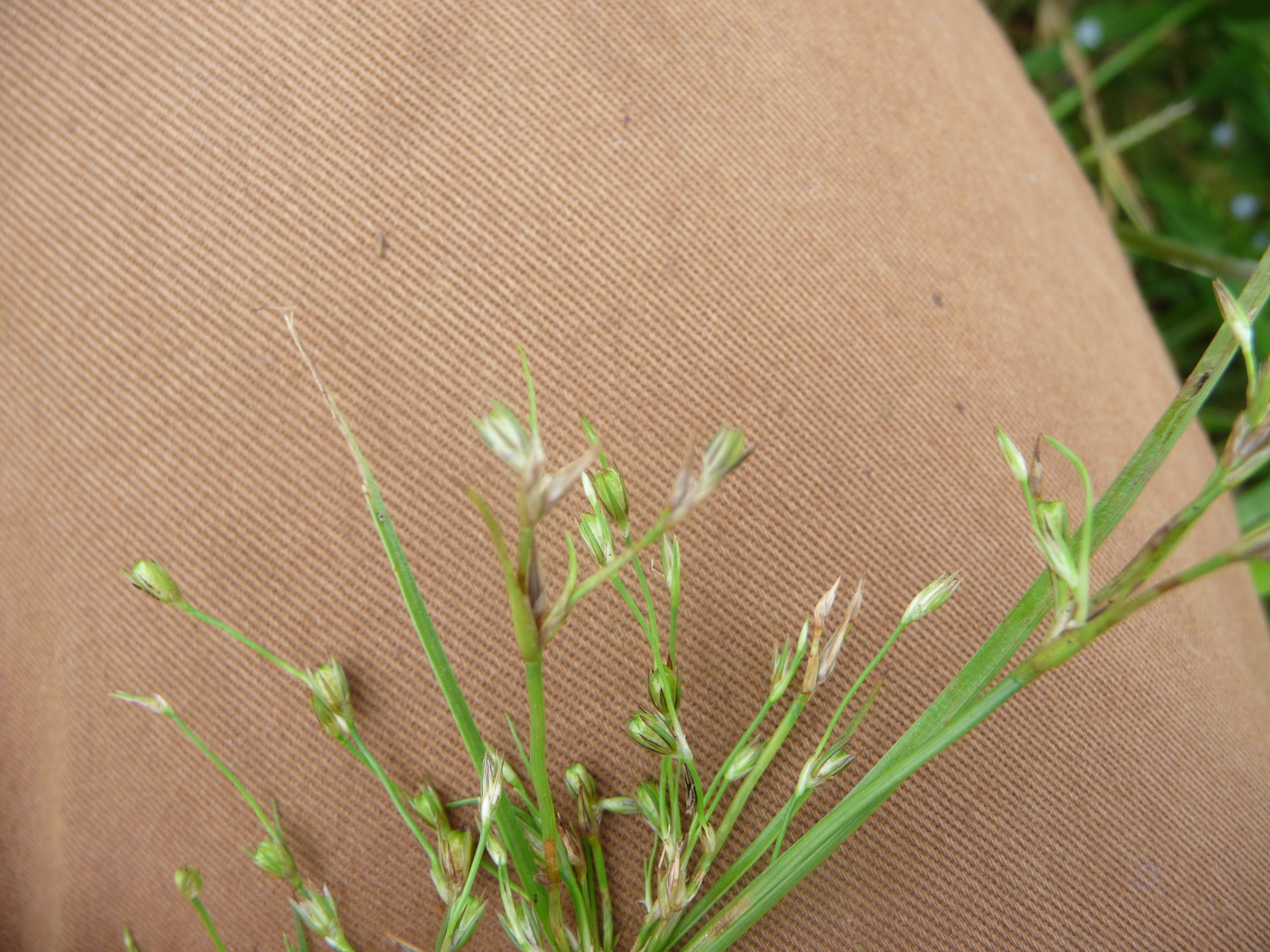
Bloeiwijze met vruchten
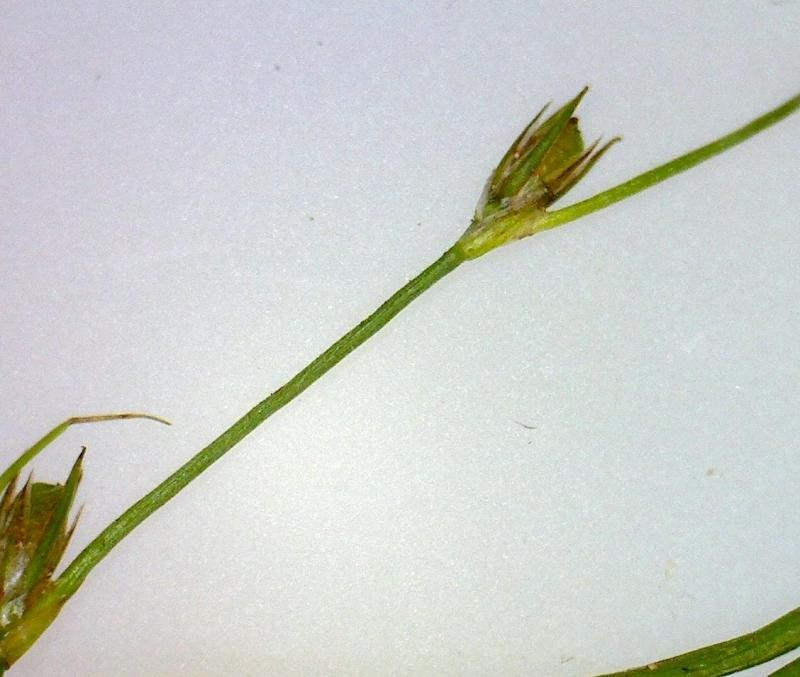
Vrucht
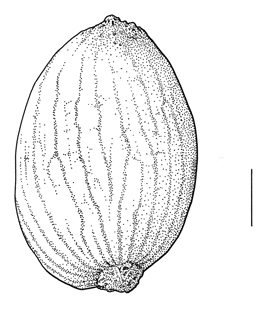
Zaad